# The Garden of Earthly Delights
The Garden Of Earthly Delights est le sixième album du groupe Simulacrum. Le trio est augmenté de Trevor Dunn, à la basse sur tous les titres; Sara Serpa apparaît sur la dernière pièce de l'album. La musique est composée, arrangée et dirigée par John Zorn.

## Titres
| No  | Titre                          | Durée |
| --- | ------------------------------ | ----- |
| 1.  | Angels and Devils              | 3:10  |
| 2.  | The Infernal Machine           | 4:18  |
| 3.  | The Dragon Tree                | 5:16  |
| 4.  | Paean to the Prince of Hell    | 5:11  |
| 5.  | Music of the Flesh             | 6:58  |
| 6.  | Eve and Adam                   | 4:26  |
| 7.  | Mirror Image                   | 4:05  |
| 8.  | The Garden of Earthly Delights | 5:32  |
| 9.  | The Circuit                    | 1:37  |
| 10. | Out of the Eternal Sphere      | 5:00  |

## Personnel
- Trevor Dunn - basse
- John Medeski - claviers
- Kenny Grohowski - batterie
- Matt Hollenberg - guitare
- Sara Serpa - voix (10)